# 樫山結
樫山 結（かしやま ゆい、1987年（昭和62年）4月23日 - ）は、熊本県を拠点に活動する女性ローカルタレント、MC・リポーター、サウナーである。

## 経歴・人物
熊本市立池上小学校、熊本市立三和中学校、熊本市立必由館高等学校卒業。
高校在学中にテレビ熊本「若っ人ランド」リポーターオーディションに落選するが、その縁からテレビ熊本にて3年ほどAD等裏方に従事したのちタレントに転身。
温泉ソムリエ、サウナアンバサダーとしての活動も行っており、後者を中心にSNSでも積極的に情報発信を行っている。
2020年迄は、毎年正月等に熊本市の高橋稲荷神社で度々巫女をつとめていた。
2020年11月25日放送のRKKラジオ｢とんでるワイド 大田黒浩一のきょうも元気!」で、11月22日付で入籍していたことを発表。夫の詳細等は非公表。その後2021年1月27日の同番組及び、同日に自らのYouTubeチャンネル「樫山結のYuiTube」にアップロードした動画で第1子妊娠と、同年2月いっぱいで全てのレギュラー番組で産休に入ることを発表、その後、同年4月7日に男児を出産、同年8月4日の｢とんでるワイド 大田黒浩一のきょうも元気!」から復帰。2024年現在は2児の母。

## エピソード
- 小柄[8]だが豊満なスタイル且つ巨乳の持ち主であり、本人曰くブラジャーのサイズはFカップ（スリーサイズは未公表）。かつて水曜日アシスタントとしてレギュラー出演していたRKKラジオの番組「とんでるワイド 大田黒浩一のきょうも元気!」の「お笑い丼」における「よかばい話」では、他局のテレビ番組である「くまパワ」での入浴シーンの感想が送られて来たり、樫山自身のエピソードや巨乳関連の投稿をきっかけに、乳房に関する話題や「おっぱい謎かけ」「おっぱい川柳」といった企画を中心とした「おっぱいの水曜日」と銘打つ企画へと変化していき、それが定着していた。

## 現在の出演番組等
2024年4月現在

### テレビ
等

### ラジオ
FMK
- FMK SOUNDS GREAT!（2022年10月 - 2024年3月・2024年10月 - ）

### CM

#### テレビCM
- 黒川温泉 ふもと旅館
- ルマンアルファ（ホンダディーラー、中古車販売）ナレーション
- マルキン食品　元気納豆※ナレーション

#### ラジオCM
- ルマンアルファ

等

## 過去の出演番組等

### テレビ
熊本朝日放送（KAB）
- 駅前TVサタブラ（2011年頃-2018年3月）
  - 「告知にきなっせ」→「イベント生告知クイズバトルゲットザタイム」や「ぶらっ旅」等を担当していた。
- くまパワ!（2020年10月-2021年1月6日、2022年 - 2023年9月終了）
  - 「きょうくま!」のリポーターを担当することが多く、リニューアル前の『くまパワJ』及び『くまパワ』から継続出演。過去には「まちのピンポイント!」等のコーナーを担当していた[9]。
- くまパワ+（熊本朝日放送）
  - 前身の『駅前TVサタブラ』から継続出演。

鹿児島読売テレビ（KYT）
- かごピタ（2019年11月1日[10]等）

J:COMくまもと
- ひご・散歩（月1回）
- デイリーニュース（火曜日担当）

等多数

### ラジオ
熊本放送（RKKラジオ）
- 居酒屋英太郎（毎月第4週に出演、2017年4月-2022年）
- とんでるワイド 大田黒浩一のきょうも元気!（水曜担当、2015年4月1日 - 2023年3月29日）
  - 2020年1月-2月28日にかけては、金曜日も担当していた[11]。

FMK（エフエム熊本）
- FMK RADIO BUSTERS（木曜MC、2019年4月4日-2022年9月29日）
  - 相方のスマイリー原島やリスナーから「ユイーン」の愛称で呼ばれていた。2022年秋の大改編に伴い配置がえとなり降板。
- FMKパンゲア![12]（木曜MC←リポーター、MCは2013年4月 - 2019年3月）
- ディアライフグループpresents CANDY POP（2015年10月 - 2017年3月）
- 黒木よしひろの302号室（2009年頃 - 2011年3月）
  - この番組では、2021年現在でも稀に呼ばれる愛称でもある「うどん娘」（うどんこ）名義で出演していた[13]。命名理由は、初登場時にスタジオで饂飩が茹でられていたかららしい[12]。

等

### CM

#### テレビCM
- 月刊タウン情報クマモト[14]